# Lerista tridactyla
Lerista tridactyla — вид сцинкоподібних ящірок родини сцинкових (Scincidae). Ендемік Австралії.

## Поширення і екологія
Lerista tridactyla мешкають у внутрішніх районах на південному сході Західної Австралії. Вони живуть в сухих евкаліптових рідколіссях. Ведуть риючий спосіб життя, трапляються в пухкому ґрунті.